# Rock Me
Rock Me je pjesma grupe Riva iz 1989. godine. Tekst pjesme napisao je Stevo Cvikić, a glazbu Rajko Dujmić. Riva je s ovom pjesmom predstavljala Jugoslaviju na Eurosongu 1989. u Lausannei i, s ukupno 137 bodova, osvojila prvo mjesto i donijela pobjedu toj zemlji. Ovo je bila jedina pobjeda Jugoslavije na Eurosongu.
Pjesmu je Emilija Kokić izvodila na hrvatskome, a govori o vrsnom pijanistu (Svirao je 'ko pijanista, Mozarta, Chopina, Liszta) koji je zamoljen da odsvira nešto plesno. 
Budući da su predstavnici Jugoslavije bili iz Hrvatske, Pjesma Eurovizije 1990. održala se u Zagrebu. Postojao je izvorni apel da se Eurosong održi u Zadru, mjestu gdje je Riva osnovana, no ipak je domaćinstvo dobila Koncertna dvorana Vatroslava Lisinskog. Pjesma je uvelike popularizirala jugoslavenski rock u svijetu i pokazala kako jugoslavenska rock scena nije patila od monopola velikih gradova (zbog činjenice da je Riva osnovana u Zadru).
Rivu je na mjestu jugoslavenskog predstavnika naslijedila Tajči s pjesmom Hajde da ludujemo, a na pobjedničkom postolju naslijedio ju je Toto Cutugno s pjesmom Insieme: 1992.